# Ulrich Franzen
Ulrich Joseph Franzen (15 de enero de 1921 - 6 de octubre de 2012) fue un arquitecto estadounidense de origen alemán, conocido por sus "edificios" de fortaleza y de estilo brutalista.
Franzen nació en Düsseldorf, Alemania, hijo de Eric y Lisbeth Hellersberg Franzen. Emigraron a Estados Unidos en 1936, vivió con su madre y un hermano menor una vez que sus padres se divorciaron. Obtuvo una licenciatura de la universidad de Williams, y después de un semestre en la escuela de arquitectura de la Universidad de Harvard, se unió al Ejército. Tras el fin de la Segunda Guerra Mundial, obtuvo una maestría en Harvard en 1950. En 1951, él estaba trabajando para IM Pei. Dejó Pei y formó su propia firma, Ulrich Franzen & Associates, en 1955.
El Alley Theatre en Houston, Texas, que se completó en 1968, fue el primer proyecto en solitario prominente de Franzen. Sus otros proyectos notables incluyen las torres Este y Oeste en el Hunter College (completado en 1984 después de un largo retraso debido a la crisis financiera en la ciudad de Nueva York), y la sede de Philip Morris en la Ciudad de Nueva York (completado en 1982). 
Franzen murió el 6 de octubre de 2012, en Santa Fe, Nuevo México, le sobreviven su esposa Josefina. Tenía 91 años.

## Obras notables

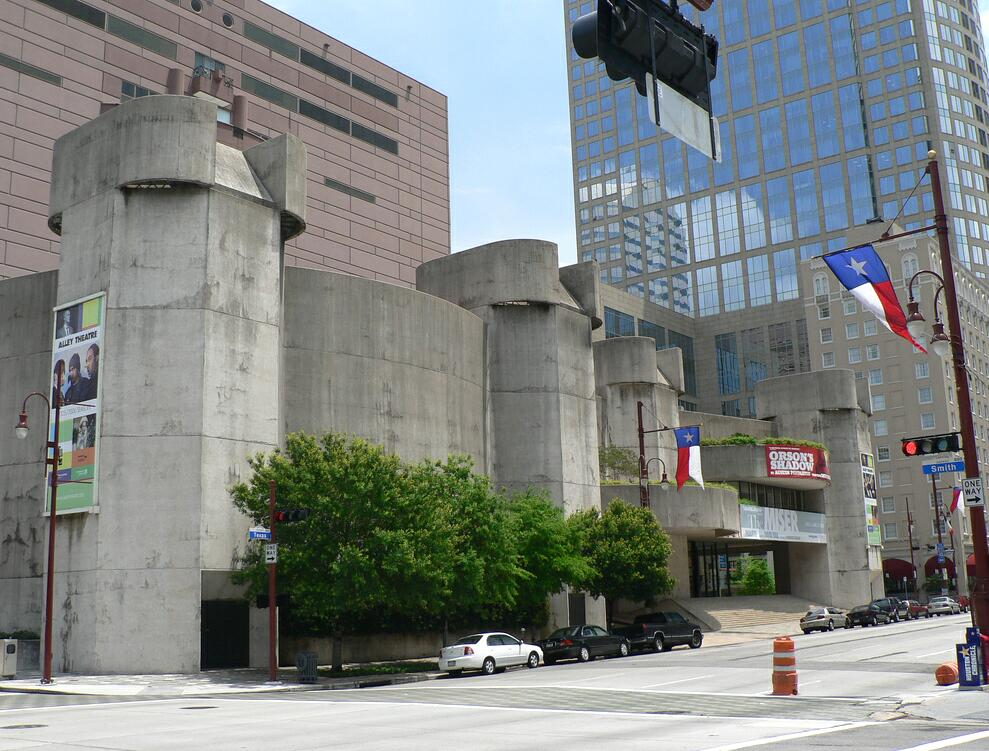
Alley Theatre, Houston

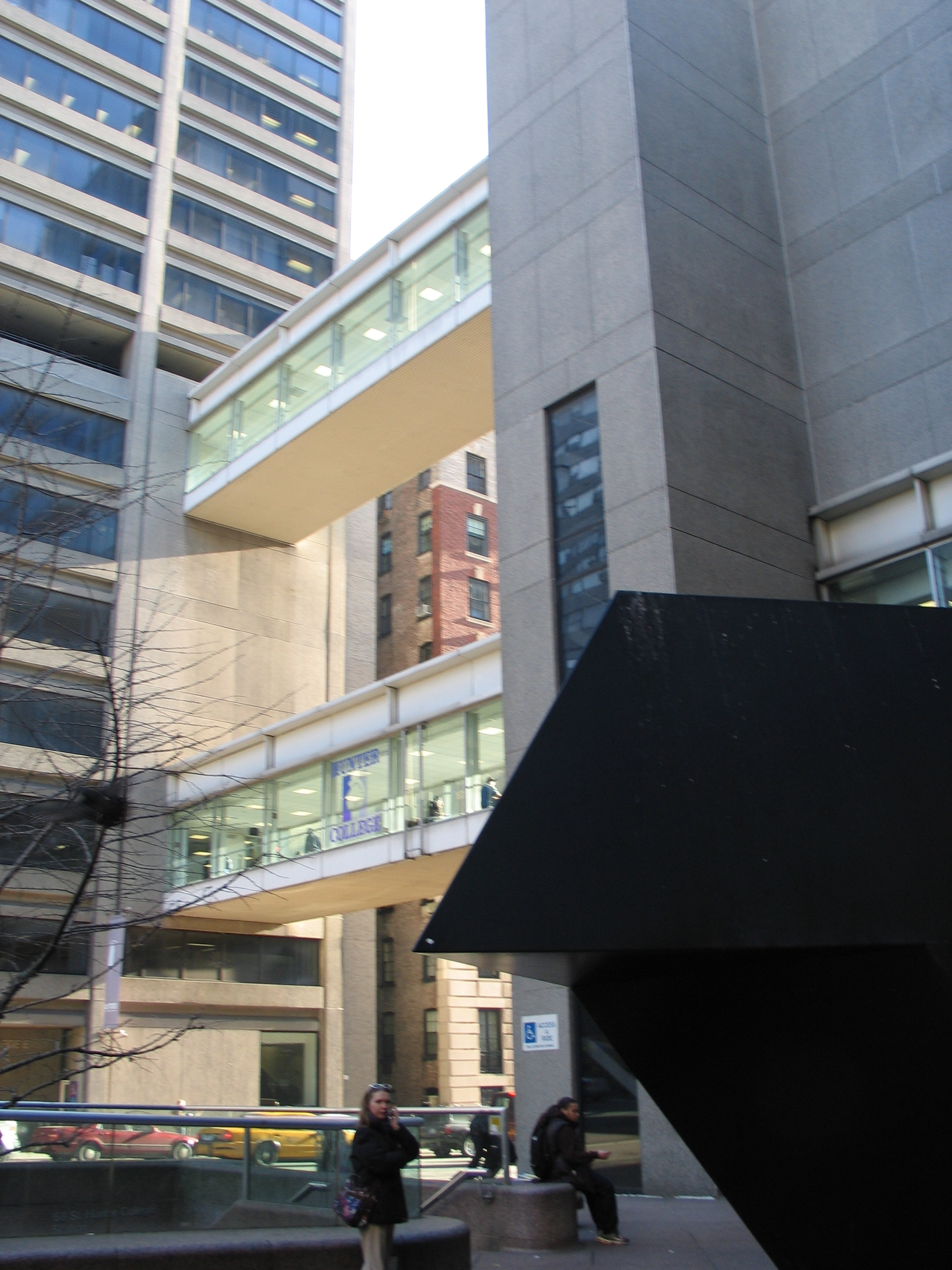
Vista de los puentes entre los edificios este y oeste en Hunter College

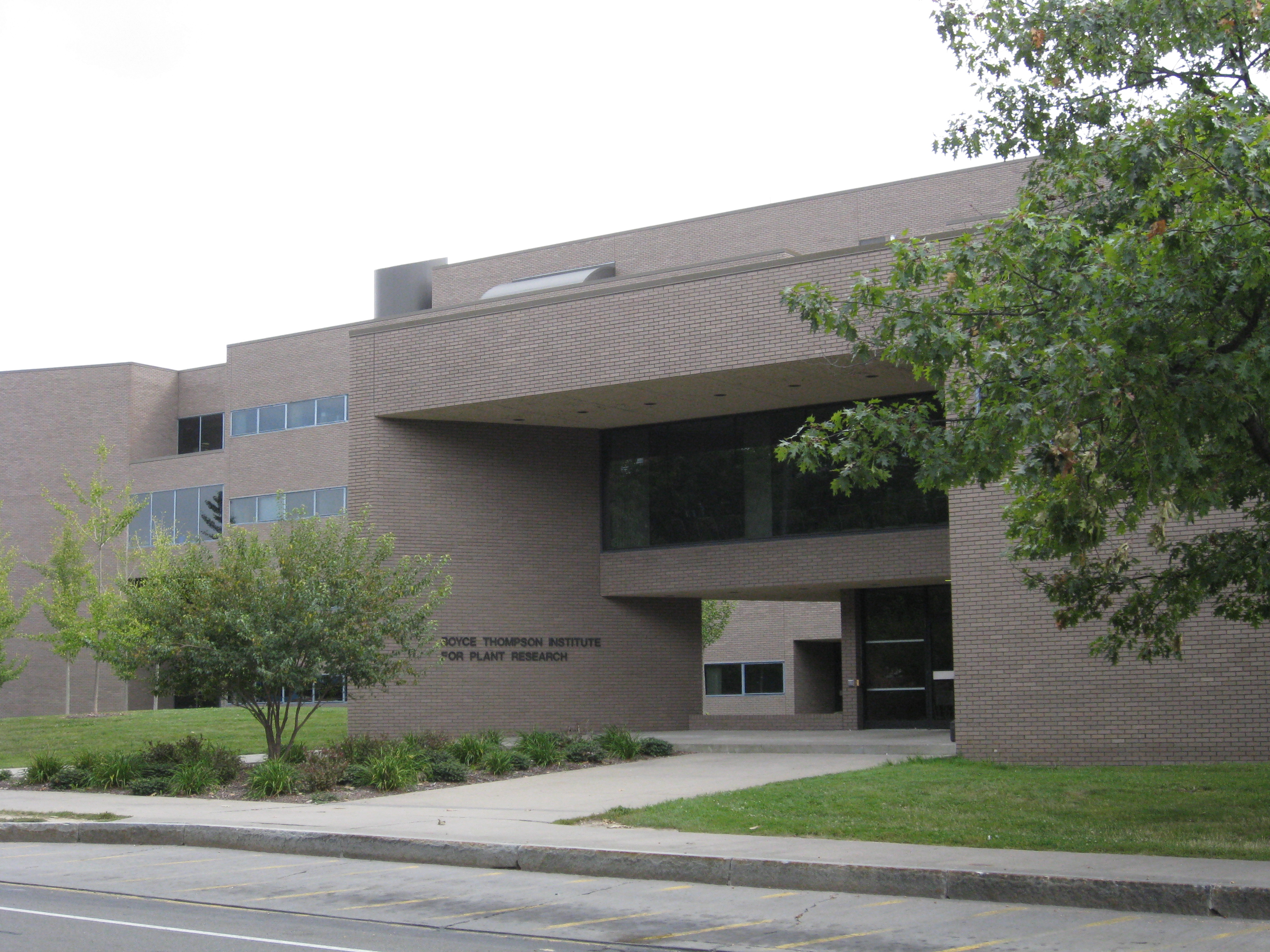
Boyce Thompson Institute for Plant Research, Ithaca, New York

- 1956: Franzen House, Rye, Nueva York[4]
- 1958: Beattie House, Rye, Nueva York[5]
- 1959: Weissman House, Rye, Nueva York
- 1963: Bernstein House, Great Neck, Nueva York
- 1963: Dana House, New Canaan, Connecticut
- 1963: Towers House, Essex, Connecticut
- 1963: Whiting Dress Factory, Pleasantville, Nueva York
- 1964: Castle House, New London, Connecticut[6]
- 1965: Guest House at Field Farm, Williamstown, Massachusetts
- 1965: Buttenweiser House, Mamaroneck, Nueva York[7]
- 1968-1970: Paraphernalia Store, Lexington Avenue, Nueva York
- 1968: Bradfield Hall (agronomy building), Ithaca, Nueva York[8]
- 1968: Alley Theatre, Houston, Texas[9]
- 1969-1972: University of New Hampshire, Durham, Nuevo Hampshire
- 1969-1972: Harpers Ferry Center, Virginia Occidental
- 1969: The Cooper Union, Nueva York (Entwurf)
- 1970: First Unitarian Church, Richmond, Virginia
- 1974-1975: Franzen Penthouse, Nueva York
- 1974-1978: The Harlem School of the Arts, Nueva York
- 1974: First City National Bank, Binghamton, Nueva York
- 1974: Multi-Cat Research Tower (Veterinary School) at Cornell University, Ithaca, Nueva York
- 1974: The Evolving City
- 1975-1984: Hunter College, Nueva York
- 1978-1979: Franzen House, Bridgehampton, Nueva York
- 1978: Krauss House, Old Westbury, Nueva York
- 1980-1981: University Center at University of Michigan, Flint, Míchigan
- 1980-1982: Miller Brewing Visitors Centers
- 1981: Boyce Thompson Institute for Plant Research, Ithaca, Nueva York
- 1983: Champion lnternational, Stamford, Connecticut
- 1984: Philip Morris Headquarters, Nueva York
- 1985: Glimcher House, Long Island, Nueva York
- 1994: Morris House, Greenwich, Connecticut

## Otras lecturas
- Blake, Peter. The Architecture of Ulrich Franzen: Selected Works (Birkhäuser Basel 1999) (ISBN 3764359056)